# Shinji Hiramatsu
Shinji Hiramatsu est un mangaka japonais né dans la préfecture d'Okayama, sud-ouest de la région du Honshu (proche de la zone d'Hiroshima). Il débute en tant que mangaka dans les années 1970 (il est à la fois dessinateur et scénariste), il fait partie de la toute 1re génération d'auteurs qui exploitent le genre de mangas où se mêlent action et violence. On peut dire qu'il fait partie des mangakas vétérans tout comme Shinji Wada, Masahiro Shibata, Ryōichi Ikegami, ou encore Masami Kurumada. 

## Œuvres
- Murder License Kiba (22 vol.)
- Black Angels (20 vol.)
- Doberman Keiji ou Doberman Detective (29 vol.)
- Ricky Typhoon (5 vol.)
- Monster Hunter (recueil d'histoires courtes)